# Nevado de Colima
El volcán Nevado El Colima (o Zapotepetl en su nombre en las lenguas originarias) es un antiguo macizo volcánico ubicado en el estado de Jalisco (no confundir con el parque nacional homónimo), en el occidente de la República Mexicana. Su altura es de 4260m s. n. m. y no presenta actividad volcánica.  Su cima presenta signos de grave erosión de fuego lo que ha dificultado determinar algunos aspectos de su violenta historia. Hoy en día es posible encontrar restos de materiales de lava en el volcán y flujos piroclásticos del nevado a más de 80 km de distancia del cráter ocasionadas por una erupción de magnitudes catastróficas acompañada de avalanchas y lahares voluminosos que se cree no fue anterior al pleistoceno.

## Geología
A diferencia del resto de los grandes estratovolcanes del centro del país, los cuales están asociados a la subducción de la placa de Cocos con la placa Norteamericana, el complejo volcánico de Jalisco comparte a la vez una singular característica que lo asocia con un movimiento tectónico irregular, alimentado por la transferencia del Bloque Tectónico de Jalisco a la sub-placa de Rivera. Este movimiento desplaza el sector occidental de Jalisco hacia el oeste. Se encuentra en una zona marcada por la formación de grabens y fallas geológicas que corren formando una gran herradura desde Jalisco hasta Tepic atravesando la parte central del estado.

## Biodiversidad

### Flora

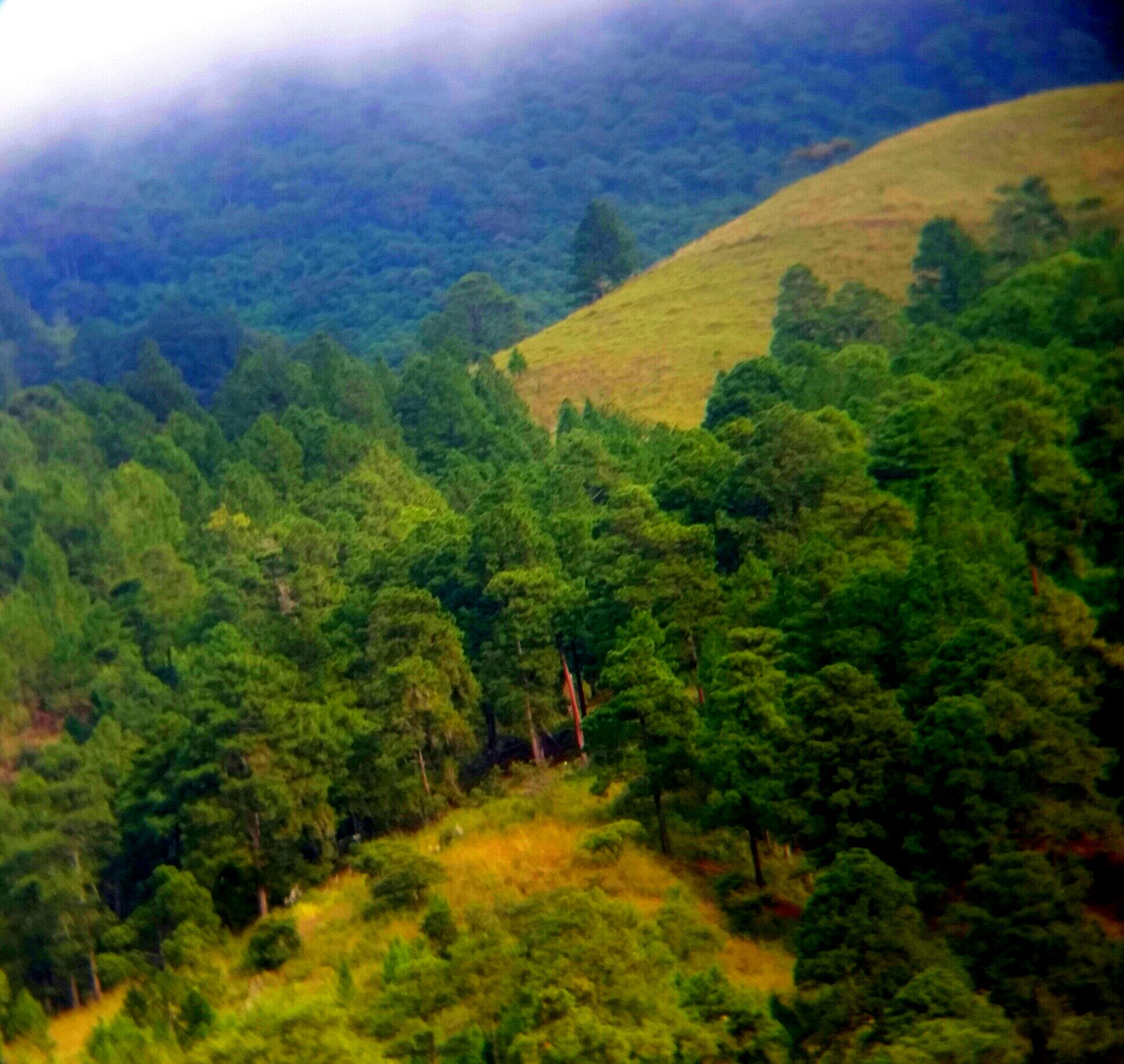
Bosque de pino

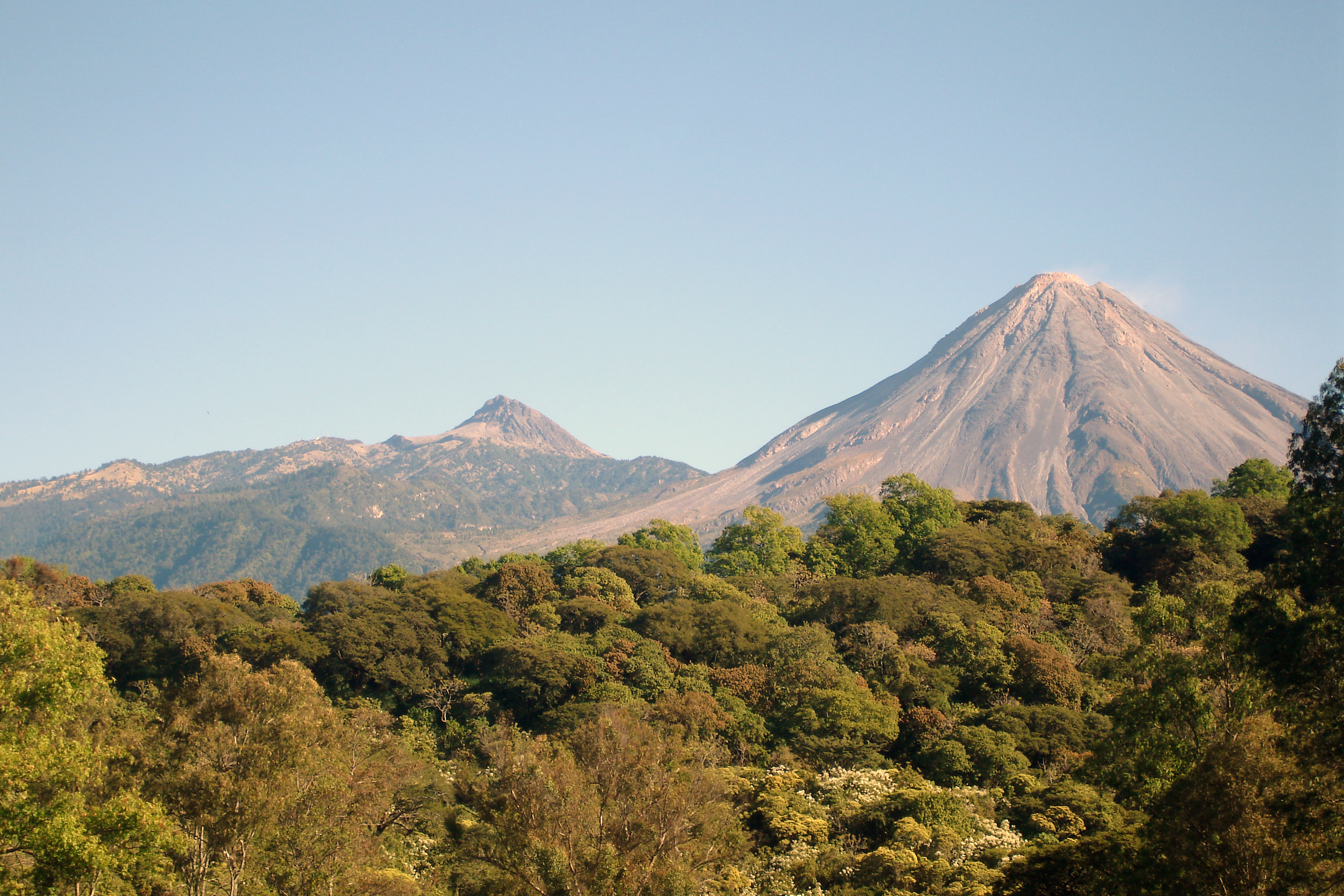
Nevado de Colima

Existe una lista de flora potencial muy vasta, para esta región que comprende el parque nacional, con 172 especies de plantas vasculares, repartidas en 98 géneros y 44 familias, la mejor representada es la familia Compositae con 15 géneros y 36 especies. Esto representa el 2.47% de la flora registrada para el Estado de Jalisco, y del 3.40% del Estado El Colima y es solo el 0.78% de las reportadas a nivel nacional. Para este inventario fueron recolectadas aproximadamente 223 muestras de plantas; han sido identificadas 146 de ellas, algunas no se han logrado identificar debido a insuficiencia de material, y el resto está en el proceso de identificación o hay dudas que existen por tratarse de nuevas especies o de subespecies

La vegetación del Nevado es de bosques templados y fríos de pino-encino, oyamel y juníperos. A partir de la cota de los 4000 metros sobre el nivel del mar existe el ecosistema conocido como tundra alpina, donde los zacatonales y los musgos son las principales plantas, pues los árboles (pinos, oyameles) dejan de crecer a esta altura.

| Tipos de vegetación        | Superficie (ha) | %      |
| -------------------------- | --------------- | ------ |
| Zacatonal                  | 1,234.84        | 21.09  |
| Bosque de pino             | 1,986.64        | 33.93  |
| Bosque de aile             | 859.06          | 14.67  |
| Bosque de oyamel           | 375.84          | 6.41   |
| Bosque de pino-encino      | 590.60          | 10.08  |
| Bosque Mesófilo de montaña | 485.37          | 8.29   |
| Bosque de encino-pino      | 322.15          | 5.53   |
| TOTAL                      | 5,854.50        | 100.00 |

### Fauna

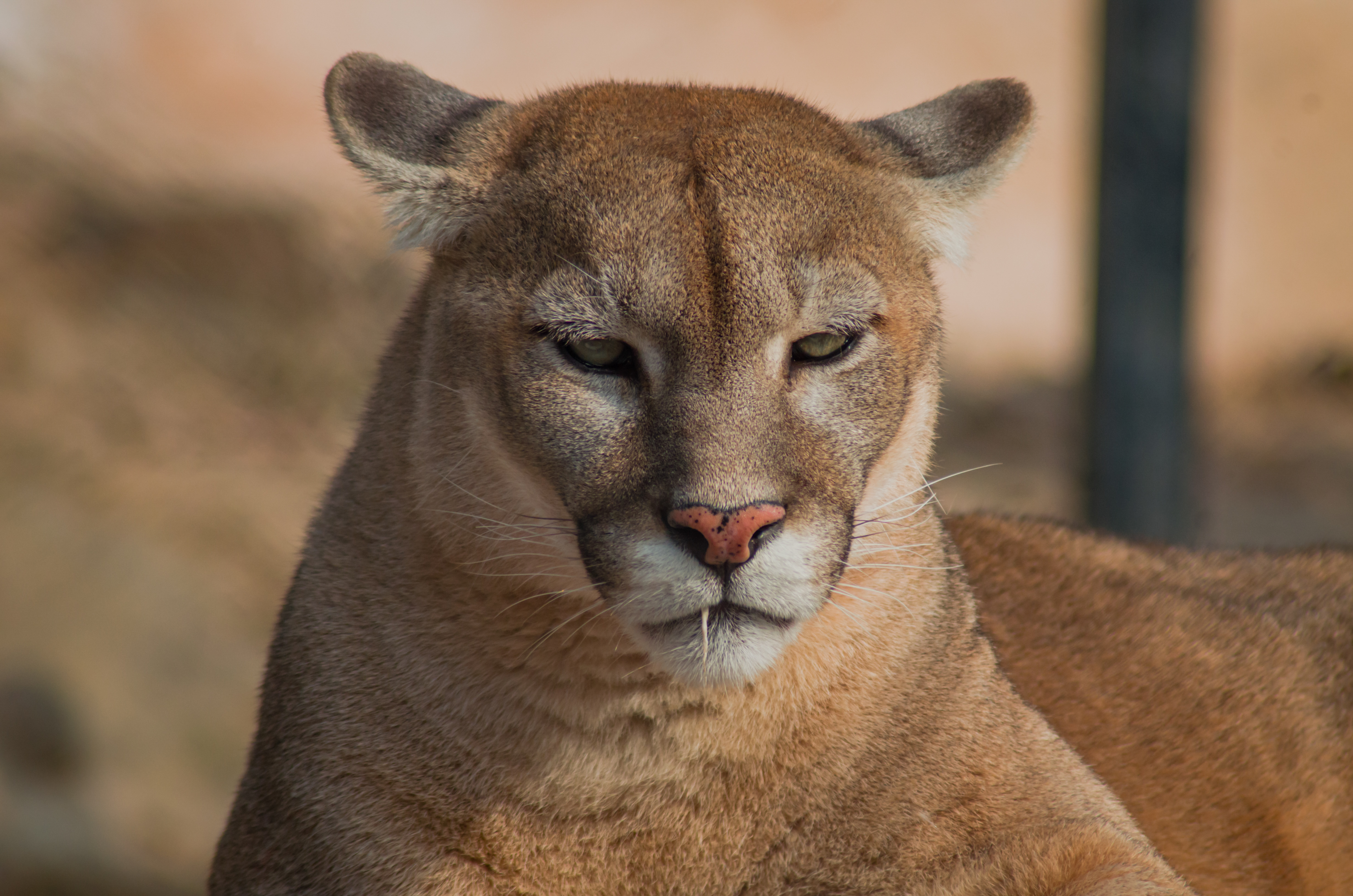
Puma (Puma concolor)

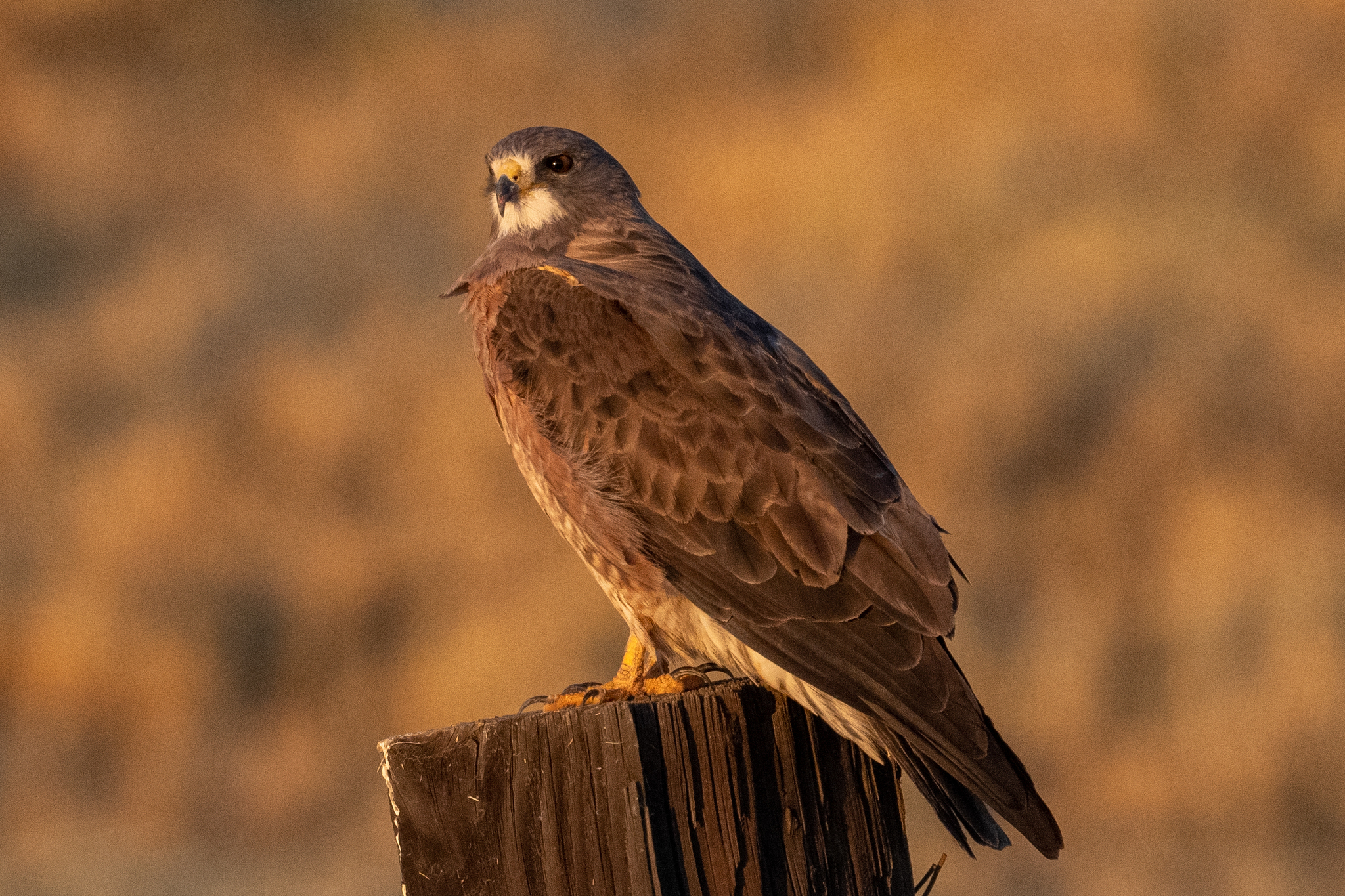
Aguililla de Swaison (Buteo swainsoni)

La fauna silvestre del parque nacional Volcán Nevado El Colima es diversa y muy vasta debido a que le es favorable su ubicación  geográfica  en  donde  se concentran  dos  reinos  biogeográficos,  el  neártico  y  el  neotropical. Esta zona mantiene una fisiografía bastante accidentada que favorece con una variedad de ambientes y micro hábitats en donde es posible que se desarrolle una amplia diversidad de especies. En el parque la fauna se caracteriza por especies de alta montaña, comprende en su mayoría especies con afinidad neártica, aunque son diversificadas gracias al componente tropical. Por lo tanto, los factores que antes se mencionan permiten el desarrollo de una biodiversidad muy vasta de especies dentro y fuera del parque Nacional Nevado El Colima. Las condiciones de humedad de la montaña alta y además las corrientes cálidas que provienen de la orientación suroeste (Colima) conceden condiciones especiales para los hábitats que favorecen a una gran cantidad de especies animales.
| Nombre común                      | Nombre científico        |
| --------------------------------- | ------------------------ |
| Lince                             | Lynx rufus               |
| Puma                              | Puma concolor            |
| Coyote                            | Canis latrans            |
| Zorra gris                        | Urocyon cinereoargenteus |
| Ocelote                           | Leopardus pardalis       |
| Aguililla de Swaison              | Buteo swainsoni          |
| Codorniz coluda neovolcánica      | Dendrortyx macroura      |
| Pava cojolita                     | Penelope purpurascens    |
| Aguililla negra menor             | Buteogallus anthracinus  |
| Clarín jilguero, ruiseñor         | Myadestes occidentalis   |
| Conejo castellano                 | Sylvilagus cunnicularius |
| Víbora de cascabel transvolcánica | Crotolatus triseriatus   |

## Decreto
El área donde se localiza este volcán está protegida por el gobierno mexicano con el decreto de Parque nacional Nevado El Colima, que le otorgó el presidente Lázaro Cárdenas del Río el 5 de septiembre de 1936, contemplando una superficie de 6,554 hectáreas. El área natural también protege al vecino Volcán El Colima, que entonces era considerado como el volcán más activo de México.
La figura de parque nacional en México es la más antigua, existen ocho contempladas por la legislación ambiental que está vigente en el país, con respecto a áreas naturales protegidas. El parque nacional Nevado El Colima se encuentra localizado en  los  límites  de  los  Estados  de  Jalisco  y  Colima, en  la  zona  más  elevada  del  sistema  montañoso que es conocido como la Sierra de los Volcanes, en el extremo occidental del Eje Neovolcánico. El principal atractivo es el contraste entre las dos cumbres: el Picacho, que se cubre de nieve de forma esporádica y el Volcán de Fuego.

### Justificación
El decreto presidencial ha señalado como consideraciones que justifican a la creación de este parque nacional, la preocupación por la importante protección de montañas culminantes del territorio nacional, como es en este caso del área del Nevado El Colima; es un monumento natural de belleza única que constituye un verdadero museo vivo de la flora y la fauna de esta comarca. Por otro lado, también es destacable que por su situación inmediata a centros de población de importancia, es necesario mantener su conservación para que se expresen de manera plena sus funciones de protección y regulación del clima y del ciclo hidrológico que son de importancia para los núcleos de la población, como Colima, Ciudad Guzmán y Tonila. Finalmente, también señala el gran potencial para el desarrollo del turismo, trayendo consigo un beneficio económico favorable para la población local.

## Antecedentes
Durante la administración del presidente Lázaro Cárdenas, en el periodo de 1934 a 1940, en México, se dio un impulso muy significativo en la protección de las áreas silvestres, fueron creados 36 parques nacionales, uno de los cuales fue precisamente el parque nacional Volcán Nevado El Colima; es el que conserva la mayor superficie en el occidente del país con una extensión de aproximadamente 6,554 hectáreas.
Este parque fue concebido en el marco de la política que fue establecida en la administración del Presidente Lázaro  Cárdenas  relacionada con las áreas naturales que debían quedarse bajo la administración del gobierno federal, por los motivos de utilidad pública. Fue creado por medio de un Decreto Presidencial del 5 de agosto de 1936; y el cual fue modificado tiempo después en 1940 con un cambio en las proporciones originales de la superficie decretada. Su administración fue concretada hacia acciones de protección limitadas a cargo de distintas dependencias del gobierno federal, hasta que en 1997 se transfirió a los gobiernos de los estados de Jalisco y Colima la administración del área, conforme a la celebración de los Acuerdos de Coordinación del 28 de enero, y 8 de noviembre de 1997.
A partir de su decreto, en el parque se han estado reconociendo problemáticas que son de orden social, legal y ecológico; que permanecieron por más de seis décadas, el tratamiento sistemático y ordenado se pretende abordar por medio del Programa de Conservación y Manejo como el instrumento central para la evaluación y planeación permanente, y que cumpla con lo establecido en el artículo 65 de la Ley General del Equilibrio Ecológico y la Protección al Ambiente (LGEEPA).

## Turismo
Es común que durante el invierno se cubra de nieve, por lo que es frecuentemente visitado entre los meses de noviembre a marzo. Para acceder a la cima de este volcán es necesario desplazarse a la población de Ciudad Guzmán, en el estado de Jalisco, de ahí se toma la carretera a La Mesa y El Fresnito donde la señalización advierte el camino al parque nacional, una vez internados en el área protegida, la terracería conduce hasta unas antenas que se encuentran en los 4000 m s. n. m. último punto hasta donde pueden llegar los automóviles.[cita requerida]